# Száva Nándor
Száva Nándor (Budapest, 1921. augusztus 25. – Budapest, 1969. február 13.) magyar vegyész, a kémiai tudományok kandidátusa (1964).

## Életpályája
Szülei Száva Nándor és Rekvényi Erzsébet voltak. 1943-ban diplomázott a budapesti műegyetemen. 1943–1944 között az egyetemen tanársegédként tevékenykedett. 1944-től a Shell Kőolaj Rt. csepeli finomítójában dolgozott, 1947-től a kenőolajgyártás vezetőjeként. 1949-től az Ásványolajipari Központban tevékenykedett. 1957-től az Országos Kőolaj- és Gázipari Tröszt feldolgozási főosztályán a műszaki és technológiai osztály vezetője, 1963-tól főosztályvezetője volt. 1964-ben műszaki doktorrá avatták. 1951-ben és 1955-ben a Szovjetunióban tanulmányozta a kenőolajgyártási technológiát, illetve a kenőolajadalékok gyártását. 10 éven át titkára volt a Magyar Kémikusok Egyesülete Ásványolaj Szakosztályának. Halálát szívizom elfajulás okozta. Felesége Morvai Ottília volt, akivel 1947-ben kötött házasságot Budapesten, a Ferencvárosban.
Elsősorban a hazai kenőolajgyártás, a kenőolajfeldolgozó ipar fejlesztése és romaskinói olaj feldolgozásának kérdéseivel foglalkozott. Sok előadást tartott, több publikációja jelent meg.

## Művei
- Ásványolaj-technológia (társszerzőkkel, Budapest, 1951)
- Oldószeres kenőolajfinomítás (Aixinger Istvánnal és másokkal, Budapest, 1952)
- Magyar kőolajtermékek kézikönyve (szerkesztette, Budapest, 1958)
- Kenőolajtermékek kézikönyve (szerkesztette, Budapest, 1969)